# Neotrygon kuhlii
Neotrygon kuhlii is een vissensoort uit de familie van de pijlstaartroggen (Dasyatidae). De wetenschappelijke naam van de soort werd in 1841 voor het eerst geldig gepubliceerd door Johannes Peter Müller en Friedrich Gustav Jakob Henle.